# Black Cart Water
Black Cart Water är ett vattendrag i Storbritannien.   Det ligger i riksdelen Skottland, i den nordvästra delen av landet, 600 km nordväst om huvudstaden London.